# شراهة
الشراهة هي نزعة سيكولوجية تجعل صاحبها راغبًا في معاودة الأكل بعد التوقف عن الأكل بفترة ميسورة. وهو سلوك مضاد للأكل المنظم وهو أكل كميات أقل إذا ما كان الشخص قد انتهى من الأكل مؤخرًا. وتنتشر هذه الظاهرة بين متبعي الحميات الغذائية، حيث يرى بعضهم أن الكمية الاولية تتسب في تثبيط رغبتهم في تنظيم الغذاء.
و قد أطلق على هذه الحالة ال«وات ذا هيل إيفيكت» (What the hell effect) من قِبل الباحثة الغذائية جانيت بوليفي عام 2010. ويعتقد أن تخفيف الشعور بالذنب من التخمة عبر التسامح مع النفس قد يقلل من الشراهة.